# Graham Swift

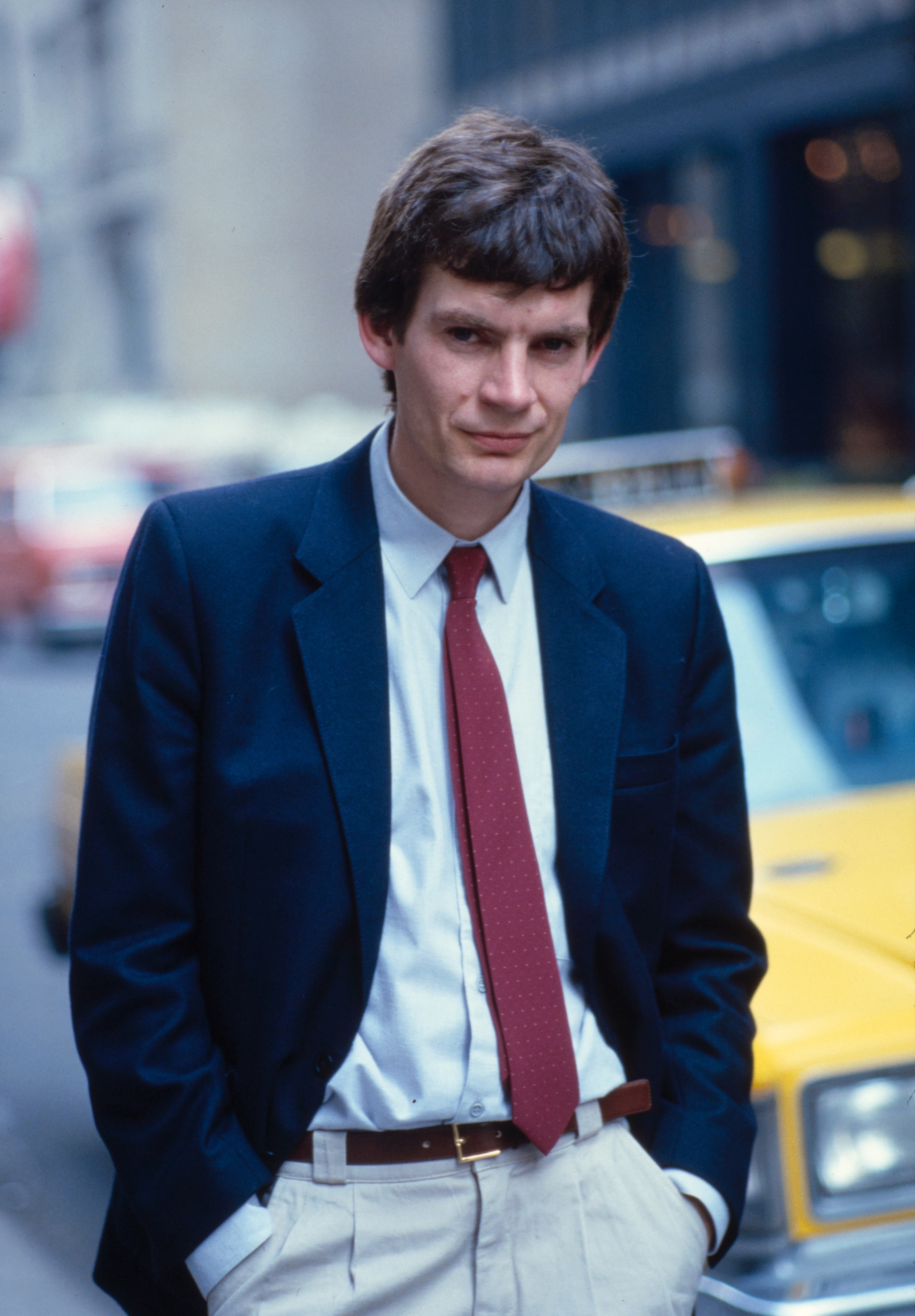
Graham Swift.

Graham Colin Swift, född 4 maj 1949 i London, är en brittisk författare.
Swift studerade vid Dulwich College i London, Queens' College i Cambridge och senare vid University of York.
En del av hans verk har filmatiserats, bland andra Last Orders med skådespelarna Michael Caine och Bob Hoskins, och Waterland med Jeremy Irons. Last Orders vann det litterära priset James Tait Black Memorial Prize, 1996 och samma år även Bookerpriset.

### Romaner
- The Sweet-Shop Owner (1980)
- Shuttlecock (1982)
- Waterland (1983)
- Out of This World (1988)
- Ever After (1992)
- Last Orders (1996)
- The Light of Day (2003)
- Tomorrow (2007)
- Making an Elephant: Writing from Within (2009)
- Wish You Were Here (2011)
- Mothering Sunday: A Romance (2016)
- Here We Are (2020)

### Noveller
- Learning to Swim (1982)
- England and Other Stories (2014)

### Utgivet på svenska
- Våtmarker (Waterland) (översättning Per Holmer,1985)
- Fjäderboll (Shuttlecock) (översättning Per Holmer, 1988)
- En högre rymd (Out of this world) (översättning Per Holmer, 1988)
- I alla sina dagar (Ever after) (översättning Per Holmer, 1992)
- Sista beställningen (Last orders) (översättning Per Holmer, 1997)
- Mödrarnas söndag (Mothering Sunday) (översättning Hans-Jacob NIlsson, 2017)
- Här är vi (Here We Are) (översättning Hans-Jacob Nilsson, 2020)

## Priser och utmärkelser
- 1983 – Guardian Fiction Prize för Våtmarker
- 1983 – Geoffrey Faber Memorial Prize för Fjäderboll
- 1994 – Prix du Meilleur Livre Étranger för I alla sina dagar
- 1996 – Bookerpriset för Sista beställningen